# Thurgau (Schiff, 1954)
Die Motorfähre Thurgau war das fünfte Fährschiff der Autofähre Konstanz–Meersburg.
Gebaut wurde die Fähre in der Bodan-Werft in Kressbronn am Bodensee/Deutschland. Sie wurde nach dem an Konstanz angrenzenden Schweizer Kanton Thurgau benannt.
Die Autofähre zwischen Meersburg und Konstanz-Staad verkehrte ganzjährig. Tagsüber pendeln die Fährschiffe unregelmäßig alle 7 bis 20 Minuten, nachts einmal pro Stunde. Die 4,2 km lange Fährlinie existiert seit 1928 und stellt einen der wichtigsten Verkehrswege am See dar. Eine Fahrt über die „schwimmende Brücke“ dauert etwa 15 Minuten. Betreiber der Fähren sind die Stadtwerke Konstanz GmbH mit Sitz in Konstanz.

## Geschichte
Am 28. Februar 1953 erhielt die Bodan-Werft in Kressbronn am Bodensee den Auftrag zum Bau des Schiffes.
Stapellauf war am 25. Mai 1954 und am 5. Juni 1954 wurde es in Dienst gestellt. Als erste Fähre auf dem Bodensee wurde es mit Voith-Schneider-Antrieb ausgestattet, der wegen der besseren Manövrierfähigkeit auch bei allen folgenden Fähren der Stadtwerke Konstanz verwendet wird. Obwohl es sich nicht um identische Schwesterschiffe handelt, werden die Thurgau und die folgenden drei Neubauten Hegau (1957), Fritz Arnold (1963) und Fontainebleau (1970) wegen ihrer gleichen Länge von 54 m und möglichen Beladung von 40 PKW zur Thurgau-Klasse zusammengefasst.
1956 kollidierte die Thurgau mit dem Konstanzer Höri vor dem Hafen Konstanz-Staad.
Im Winter 1965/66 wurde das Schiff umgebaut. Das Deck wurde verbreitert, eine Fernbedienung und -überwachung der Maschinenanlage vom Steuerhaus aus und eine Fäkalienanlage eingebaut und die elektrischen Anlagen auf 380 V Drehstrom und 230 V Wechselstrom umgestellt. Mit Radaranlagen wurden die Fähren bereits 1958 ausgerüstet.
Nach der Indienststellung der Fähre Kreuzlingen 1993 wurde die Thurgau im Wechsel mit der Hegau als Reserveeinheit verwendet und lag die meiste Zeit im Staader Fährhafen.
Zum 1. Januar 2004 schied die Thurgau aus dem aktiven Dienst aus und wurde als Arbeitsschiff bei den Umbauten der Fähranleger in Staad und Meersburg eingesetzt, bevor sie 2005 in der ÖSWAG-Werft in Fußach, Österreich verschrottet wurde.
Ersatz ist die Fähre Tábor, die am 15. Mai 2004 in Dienst gestellt wurde.

## Weitere technische Einzelheiten
- Gesamthöhe über Wasserlinie / Basis: 10,7 m / 12,2 m
- Fahrbahnbreite: 8,82 m / 8,15 m
- Fahrbahnhöhe (Durchfahrt): 3,9 m
- Lademöglichkeiten an Pkw: (4,3m/Pkw) 40 PKW
- Stromversorgung: 2 × 30 KVA 380/220 V